# Sangue Cor Púrpura
Sangue Cor Púrpura é o nono álbum de estúdio da banda brasileira de música cristã contemporânea Voz da Verdade, lançado em 1987.
A maior curiosidade foi o estrondoso sucesso da música "Sangue Cor Púrpura", que ocasionou algo histórico no Anhembi. Além de o dia do lançamento cair num "feriadão", no dia seguinte ao Natal, a emocionante faixa 1 do disco atraiu o dobro do público esperado: 7 mil pessoas. Foi-se obrigado a fazer 2 apresentações: uma ás 19h30min e a outra perto das 22h. Isso obrigou o conjunto a fazer o próximo lançamento no Ginásio do Ibirapuera, encerrando um ciclo de 5 lançamentos seguidos no Anhembi (1983 a 1987).
Destaques do disco: "Sangue cor de Púrpura", cantado por todo o conjunto com solos individuais e juntos, "Liberdade", na voz de Carlos Moyses, "Deus tem algo a dizer" na voz de José Luiz. O hino "Agradecimento" era para ser solado por Andre Paolilo, que devido ter falecido, não o pode fazer, passando o solo para Elizabeth.
A música "Vida" foi gravada em homenagem ao ex-integrante André L. Paolilo, que falecera em 20/08/1987 por conta de uma doença degenerativa (Polineuropatia Amiloidótica Familiar).
Em 2019, foi eleito o 59º melhor álbum da década de 1980 em lista publicada pelo portal Super Gospel.

## Faixas
1. "Sangue Cor Púrpura" - (Letra e Música: Carlos A. Moysés / Intérprete : Carlos A. Moysés)
2. "Quem é Este Homem?" - (Letra e Música: Carlos A. Moysés / Intérprete : Elizabeth Moysés)
3. "Deus Tem Algo a Dizer" - (Letra e Música: Carlos A. Moysés / Intérprete : José Luiz Moysés)
4. "A Ostra e a Pérola" - (Letra e Música: Carlos A. Moysés / Intérprete : Carlos A. Moysés)
5. "Agradecimento" - (Letra e Música: Carlos A. Moysés / Intérprete : Elizabeth Moysés)
6. "Liberdade" - (Letra e Música: Carlos A. Moysés / Intérprete : Carlos A. Moysés)
7. "Vida" - (Letra e Música: Carlos A. Moysés / Intérprete : Carlos A. Moysés/Iza Moysés)
8. "Refúgio Forte" - (Letra e Música: Carlos A. Moysés / Intérprete : Carlos A. Moysés)
9. "Quero Mais de Ti" - (Letra e Música: Carlos A. Moysés / Intérprete : Carlos A. Moysés)
10. "Deus" - (Letra e Música: Carlos A. Moysés / Intérprete : Carlos A. Moysés)